# Lara de Sousa
Lara Carolina Noronha Abranches de Sousa (Maputo, 1991), também conhecida por Lara de Sousa ou Lara Sousa, é uma cineasta moçambicana que constroi um cinema com reflexão sobre ser mulher negra e seus afetos.

## Biografia
Com formação em uma escola cubana de cinema, Lara de Sousa é especializada em Realização de documentário pela Escuela Internacional de Cine y Televisión (EICTV) de San Antonio de los Baños, Cuba. Produz curtra-metragens em formato de documentário e ficção com estética ensaística e auto-referencial.

## Percurso
O Sundance Institute apoiou, em 2021, projectos documentários em todo o globo, financiando 18 bolsas. Destes, 13 foram coordenados por mulheres cineastas. Lara Sousa e Everlane Moraes desenvolveram The Ship and the Sea.
No mesmo ano, o filme We the People of the Islands, dirigido e produzido por Lara Sousa e Elson Santos (Moçambique e Cabo Verde) foi referenciado pelo International Emerging Film Talent Association (IEFTA) para o Cannes Docs. Conta a história de uma operação secreta de um grupo de 31 jovens cabo-verdianos, incluindo uma mulher, que, em 1965, embarcou para Cuba para receber formação militar para libertar o país do colonialismo.
A colaboração entre o Durban FilmMart Institute, Rede de Cinema e Audiovisual PALOP-TL e IEFTA seleccionou este filme para participar no FilmMart 2021, entre cinco projectos fílmicos africanos lusófonos. O júri contou com a participação de 4 mulheres especialistas: Samia Zaman, Magdalene Reddy, Faiza Williams e Jana Wolff.
O artista angolano Coréon Dú foi convidado para ser o palestrante principal nesta edição do Durban Film Mart no evento DFM Conversations: Driven By Inspiration, moderado por Lara de Sousa.
Fez ainda parte, em 2021, do júri do KUGOMA – Fórum de Cinema de Moçambique, juntamente com os cineastas João Ribeiro e Inadelso Cossa.
Com Johanné Gómez Terrero, artista e educadora originária da República Dominicana, coordenou a primeira edição de MiradasAfro, o espaço formativo de MiradasDoc dirigido a documentalistas africanos e afrodescendentes.
Foi ainda programadora do Festival Documental DOCKANEMA de Mocambique e está envolvida em projectos sociais e de desenvolvimento, com foco em temas de género e direitos humanos.

## Filmografia
- 2016 - Machimbrao – El hombre nuevo. Curta-metragem, documentário dirigido por Lara Sousa[12]
- 2017 - La finca del medo. Curta-metragem, documentário[12]
- 2018 - Kalunga. Curta-metragem, Documentário Híbrido, direção de Lara Sousa[12]
- 2018 - Fin. Curta-metragem, Documentário Híbrido[12]
- 2019 - The Ship and the Sea, documentário escrito por Lara Sousa, dirigido por Lara Sousa e Everlane Moraes e produzido por Lara Sousa e Matheus Mello[13]
- 2019 - Sonhámos um país. Longa metragem realizada por Camilo de Sousa e Isabel Noronha, com imagem de Lara de Sousa, Ricardo Borges e Isabel Noronha[14]

## Reconhecimento e prémios
- 2021 - O documentário Kalunga, conquistou o Prémio de Melhor Curta-metragem Latino-americana e o Prémio Melhor Filme Estrangeiro no Festival de Cinema de Três Passos, no Brasil.[15]
- 2019 - Fin foi eleita a melhor curta-documentário, na 6ª edição do Festival Internacional de Cinema da Praia (Plateau)[16]
- 2020 - The Ship and the Sea, foi selecionado para a Berlinale DocStation, recebeu o prêmio IDFA Bertha Fund Award Durban, em 2020.[17]

## Ligações Externas
- Machimbrao -  El hombre nuevo (Direção de Lara Sousa) | Trailer no Vimeo
- Kalunga (Direção de Lara Sousa) | Trailer no Vimeo
- Sonhámos um país (Imagem de Lara Sousa) | Trailer
- Conversa com a realizadora Lara de Sousa no programa Casa Cheia da Stv Play
- Lara Sousa no IMDB